# 49 Orionis
49 Orionis, som är stjärnans Flamsteed-beteckning är en ensam stjärna i den södra delen av stjärnbilden Orion, som också har Bayer-beteckningen d Orionis. Den har en skenbar magnitud på ca 4,80 och är svagt synlig för blotta ögat där ljusföroreningar ej förekommer. Baserat på parallax enligt Gaia Data Release 2 på ca 23,1 mas, beräknas den befinna sig på ett avstånd på ca 141 ljusår (ca 43 parsek) från solen. Den rör sig närmare solen med en heliocentrisk radialhastighet av ca -5 km/s.

## Egenskaper
49 Orionis är en vit till blå stjärna i huvudserien av spektralklass A4 Vn där "n"-suffixet anger breda "diffusa" spektrallinjer i dess spektrum orsakade av stjärnans snabba rotation. Den har en massa som är ca 1,8 solmassor, en radie som är ca 2 solradier och utsänder ca 22 gånger mera energi än solen från dess fotosfär vid en effektiv temperatur på ca 8 400 K.
49 Orionis har en hög projicerad rotationshastighet på 186 km/s, som ger stjärnan en något tillplattad form med en ekvatorial radie som är uppskattningsvis 8 procent större än polarradien.
Tidigare rapporterades 49 Orionis som en spektroskopisk dubbelstjärna med en beräknad bana med en omloppsperiod av 445,74 dygn och en excentricitet på 0,549, men den har senare fastställs vara en ensam stjärna.